# Valle di Casies
Valle di Casies es una localidad y comune italiana de la provincia de Bolzano, región de Trentino-Alto Adigio, con 2.101 habitantes.

## Evolución demográfica
| Gráfica de evolución demográfica de Valle di Casies entre 1861 y 2001 |
|                                                                       |
| Fuente ISTAT - elaboración gráfica de Wikipedia                       |